# Earl Anthony

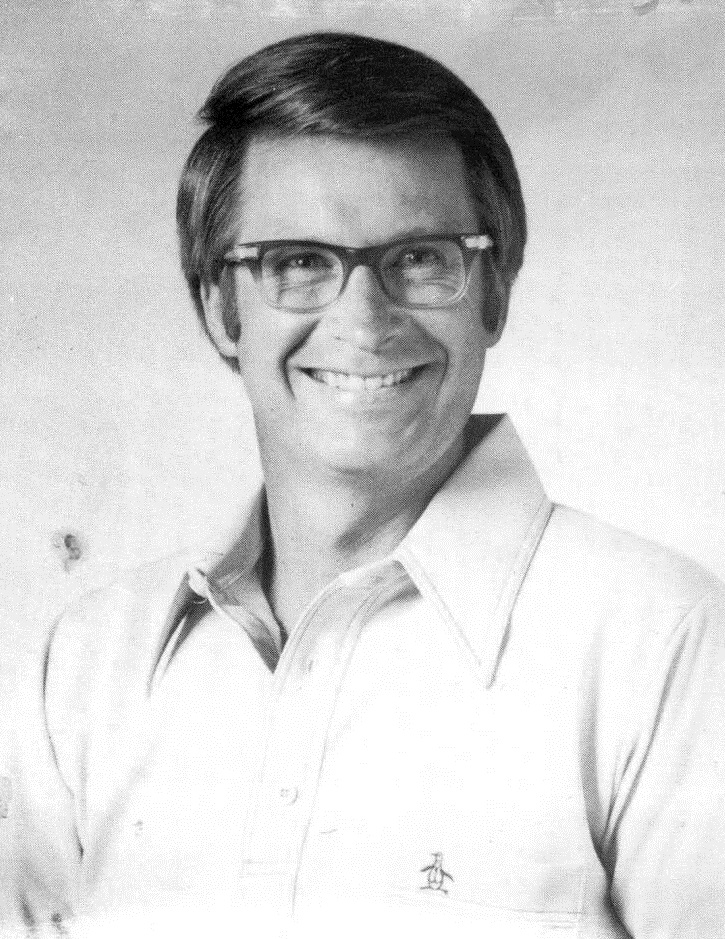
Earl Anthony

Earl Anthony, född 27 april 1938, död 14 augusti 2001, var en amerikansk bowlare.
Under 1970-talet var Anthony den mest kände proffsbowlaren i världen. 1970-85 vann han 41 titlar inom Professional Bowlers Association (PBA), däribland 6 segrar i Professional Bowlers Association Championships och 2 segrar i Firestone Tournament of Champions han blev mästare i American Bowling associations turngering 1977 och 184 samt Bowler of the Year 1974-1976 samt 1981-1983. Anthony blev 1982 den förste bowlare att ha spelat in över 1 miljon dollar.